# Persone di nome Mamadou
| Questa pagina contiene informazioni ricavate automaticamente dalle voci biografiche con l'ausilio del template Bio e di un bot. L'aggiornamento è periodico e automatico e ricostruisce completamente la pagina. Se manca una persona in questa lista, sei pregato di non aggiungerla, ma accertati piuttosto che la sua voce biografica contenga il template Bio e che i dati anagrafici siano correttamente compilati. Se il template Bio manca, inseriscilo tu stesso o, in alternativa, metti l'avviso {{tmp\|Bio}} che ne segnala la mancanza. Se i dati riportati sono sbagliati, correggi direttamente la voce biografica; le modifiche saranno visibili in questa lista entro pochi giorni. Per chiarimenti vedi il progetto antroponimi. La lista contiene solo le 75 persone che sono citate nell'enciclopedia e per le quali è stato implementato correttamente il template Bio. Pagina aggiornata al 7 mar 2025. |

Questa è una lista di persone presenti nell'enciclopedia che hanno il nome Mamadou, suddivise per attività principale.

## Attori teatrali(1)
- Mamadou Dioume, attore teatrale, regista teatrale e pedagogo senegalese (Dakar, n. 1945)

## Cestisti(8)
- Mamadou Diop, ex cestista senegalese (n. 1955)
- Mamadou Diouf, ex cestista senegalese (Dakar, n. 1977)
- Mamadou N'Doye, ex cestista senegalese (Rufisque, n. 1979)
- Mamadou N'Diaye, ex cestista e allenatore di pallacanestro senegalese (Dakar, n. 1975)
- Mamadou Niang, cestista senegalese (Thiès, n. 1994)
- Mamadou Samb, cestista senegalese (Dakar, n. 1989)
- Lamine Sambe, cestista francese (Orléans, n. 1989)
- Mamadou Sy, cestista francese (Parigi, n. 1985)

## Chitarristi(1)
- Mamadou Jimi Mbaye, chitarrista senegalese (Dakar, n. 1957 - Dakar, † 2025)

## Giocatori di calcio a 5(2)
- Mamadou Touré, giocatore di calcio a 5 francese (Sèvres, n. 2001)
- Mamadou Touré, giocatore di calcio a 5 francese (n. 1998)

## Giocatori di football americano(1)
- Mamadou Sy, giocatore di football americano francese (n. 1993)

## Lunghisti(1)
- Mamadou Chérif Dia, lunghista e triplista maliano (Kayes, n. 1984)

## Nuotatori(1)
- Mamadou Cisse, ex nuotatore guineano (Fria, n. 1986)

## Ostacolisti(1)
- Mamadou Kassé Hann, ostacolista e velocista senegalese (Pikine, n. 1986)

## Politici(3)
- Mamadou Dia, politico senegalese (Kombolé, n. 1910 - Dakar, † 2009)
- Mamadou Lamine Loum, politico senegalese (n. 1952)
- Mamadou Tandja, politico nigerino (Maine-Soroa, n. 1938 - Niamey, † 2020)

## Rapper(1)
- Doudou Masta, rapper, attore e doppiatore francese (Vitry-sur-Seine, n. 1975)

## Velocisti(1)
- Mamadou Gueye, velocista senegalese (n. 1986)